# 煽动民族仇恨、民族歧视罪
煽动民族仇恨、民族歧视罪是《中华人民共和国刑法》列明的一个刑事罪名。量刑为：情节严重的，处三年以下有期徒刑、拘役、管制或者剥夺政治权利；情节特别严重的，处三年以上十年以下有期徒刑。這一罪名於1997年設立。